# Бетей, Жан Алексис
Генерал барон Жан Алексис Бетей (7 августа 1763, Родез, департамент Аверон — 13 февраля 1847, Париж) — генерал жандармерии, участник французских революционных и наполеоновских войн.

## Биография

### Французские революционные войны
6 апреля 1782 года в возрасте 18 лет поступил в кавалерийский полк Берри. В начале революции, 1 февраля 1791 года, служил лейтенантом во 2-м батальоне 85-го линейного пехотного полка. Был повышен до капитана 28 июня 1791 года. В 1793 году участвовал в осаде Тулона. С 1796 по 1798 год участвовал в итальянских кампаниях и отличился при захвате Саоржа, битве при Сан-Микеле и битве при Мондови.
Во время египетского походе (1798—1801) проявил себя в битве при Шубра-Хите, битве у пирамид и во время осады Александрии. Вернувшись из Египта в сентябре 1801 года, был назначен 28 февраля 1802 года шеф-д’эскадрон (войинское звание, соответствующее майору) 2-го легиона жандармерии.

### Войны Империи
Он принимал участие в прусской и польской кампаниях во время войны Четвёртой коалиции с 1806 по 1807 гг. Во время австрийской кампании (война Пятой коалиции) в 1809 году руководил превотальным судом под началом маршала Бернадота сначала в Брауншвейге, а затем в Вестфалии.

#### Полковник императорской жандармерии
С 1809 по 1811 год участвовал в Пиренейских войнах. Командовал 4-м эскадроном жандармерии. 5 января 1810 года перешёл под командование генерала Луи Леопольда Бюке, начальника штаба маршала Монсея. По мере того, как военное положение становилось всё более и более сложным, подразделения жандармерии начали участвовать в ожесточённых боях. Из шести эскадронов был сформирован элитный отряд, кавалерийский легион Бургоса. 4 октября 1810 года Бетей стал шеф-д’эскадрон, а 23 января 1811 года повышен до полковника и назначен командиром 1-го кавалерийского легиона.
23 октября 1812 года он отличился, командуя жандармским легионом Бургоса во время битвы при Венто-дель-Посо, после которой был брошен на поле битвы с шестью сабельными ранами на голове, одна из которых, по словам очевидца, «обнажила мозг», пятью ранами на руке и одной в живот. Согласно легенде, его спас один из его лейтенантов, узнавший Бетея по цвету носков. После этой битвы генерал Бюке разрешил полковнику Бетею отправиться в Родез для лечения его «почётных ран», добавив:
Честь - главный душевный мотив этого доблестного солдата, и я убеждён в его стремлении вернуться в строй, как только позволит его здоровье.

#### Бригадный генерал
10 февраля 1813 года Наполеон удостоил его титула барона Империи и лично присвоил ему звание офицера ордена Почётного легиона. 2 марта 1813 года Наполеон повысил его до бригадного генерала. Он участвовал во французской кампании 1814 года. Был назначен комендантом департамента Эн, где он противостоял австрийцам. Впоследствии, во время реставрации Бурбонов, он стал кавалером ордена Святого Людовика, а 23 августа 1814 года произведён в командиры ордена Почётного легиона.
Умер в Париже 13 февраля 1847 года. Похоронен на кладбище Пер-Лашез. В его эпитафии говорится, что он получил «15 ран, в том числе 7 в голову и лицо». 23 октября 2009 года, в годовщину битвы при Венто-дель-Посо, его прах был перенесён на кладбище Родеза, в связи с чем жандармерия города провела почётную военную церемонию.

## Память
После его смерти слава генерала Бетея неуклонно росла, особенно в Авероне. В 1847 году его именем была названа улица в его родном городе, а также казармы в Бульяке (Жиронда) в 1975 году и в Родезе в 1984 году.

## Для дальнейшего чтения

### Внешние ссылки
- Pascal Cazottes. Général Béteille héros méconnu (фр.). www.napoleonicsociety.com.
- Serge Billard. Jean-Alexis Beteille 1763-1847 (фр.). billardbaltyde.com.
- Béteille Jean Alexis, général baron (1763-1847) (фр.). www.appl-lachaise.net. Дата обращения: 23 марта 2020. Архивировано из оригинала 27 октября 2018 года.
- La Dépêche du Midi. Rodez. Le retour du général Béteille (фр.). www.ladepeche.fr.